# Туннель 29

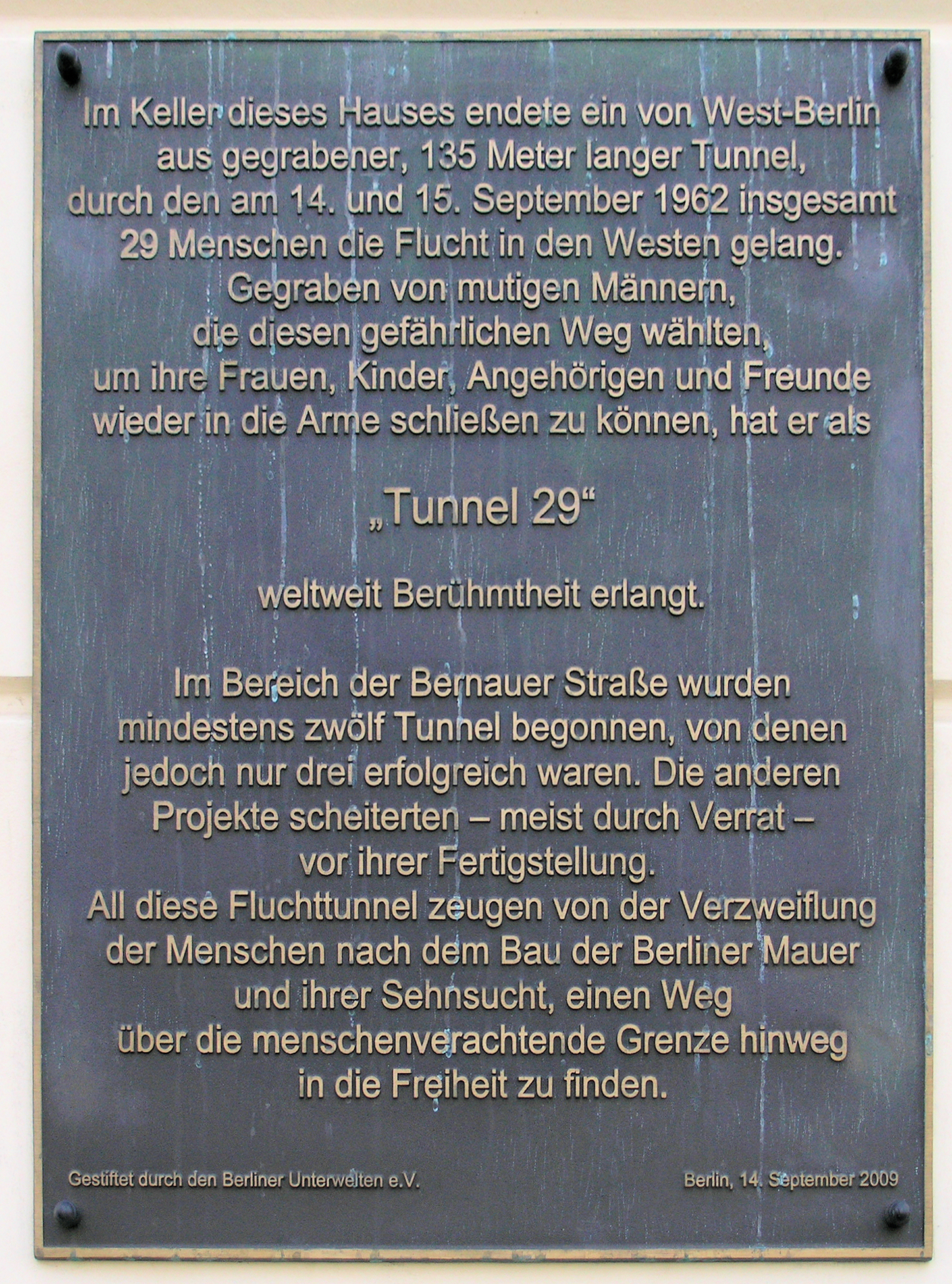
Мемориальная доска на доме 7 по Шёнхольцер-штрассе в районе Митте

Туннель 29 (нем. Tunnel 29) — один из тайных туннелей, проложенных под Берлинской стеной для переправки беглецов из ГДР.
Туннель длиной по разным данным от 120 до 140 м вёл с территории фабрики на Бернауэр-штрассе, 78 в Западном Берлине в подвал дома на Шёнхольцер-штрассе, 7 в Восточном Берлине. На основе реальных событий был снят фильм «Туннель».
Туннель был построен в начале лета 1962 года группой студентов — добровольных помощников беглецам из ГДР, сформировавшейся вокруг итальянцев Доменико Сесты и Луиджи Спины и бежавшего из ГДР в 1961 году студента из Дрездена Хассо Хершеля. Итальянцы пообещали помочь бежать в Западный Берлин одной восточноберлинской семье. Хассо Хершель хотел вывезти на Запад свою сестру с семьёй. В строительстве туннеля принимало участие до 30 человек. 14—15 сентября 1962 года по туннелю удалось бежать в общей сложности 29 гражданам ГДР, что и дало ему впоследствии название. Туннель 29 избежал печальной участи других туннелей для беженцев и обошёлся без жертв и арестов.
Для финансирования работ в туннеле итальянцы продали права на киносъёмку американской телекомпании NBC, которая фиксировала происходящее с помощью двух кинооператоров. Сеста и Спина получили по 15 тысяч немецких марок каждый и права на телетрансляцию в Германии и Италии. Хершеля в детали договора посвящать не собирались и пообещали ему 2000 немецких марок, но тот стал угрожать своим уходом и в конечном получил те же условия, что и итальянцы. Эта модель финансирования была новой в деле помощи беженцам из ГДР и привела к распаду группы после успешно осуществлённого побега. 17 бывших добровольных помощников публично дистанцировались от Хершеля, Сесты и Спины.